# 1231
1231（千二百三十一、せんにひゃくさんじゅういち）は自然数、また整数において、1230の次で1232の前の数である。 

## 性質
- 1231は202番目の素数である。1つ前は1229、次は1237である。
  - 約数の和は1232。
- 1229と1231は42番目の双子素数である。1つ前は (1151, 1153) 、次は (1277, 1279) 。
- 各位の和が7になる53番目の数である。1つ前は1222、次は1240。
  - 各位の和が7になる数で15番目の素数である。1つ前は1213、次は1303。(オンライン整数列大辞典の数列 A062337)
  - 各位の和が素数になる108番目の数である。1つ前は1217、次は1237。(オンライン整数列大辞典の数列 A046704)
- 各位の積が6になる20番目の数である。1つ前は1213、次は1312。(オンライン整数列大辞典の数列 A199988)
  - 各位の積が6になる数で5番目の素数である。1つ前は1213、次は1321。(オンライン整数列大辞典の数列 A107692)

## その他 1231 に関連すること
- 西暦1231年
- カレンダーの数をMMDDの形(Month,Day)で表したとき最大の数である。
- カレンダーの数をMMDDの形(Month,Day)で表したとき最大の素数である。このような素数は58個ある。(ただし閏年は59個)(参照オンライン整数列大辞典の数列 a131687)
- カレンダーの数をMMDDの形(Month,Day)で表したとき次の1月1日を表す101と連続する素数である。
  - この日以外ではMMDDの中の連続する素数は3月31日と4月1日の331と401のみである。